# Seth Holt
Seth Holt, gebürtig James Aubrey G. B. Holt (* 21. Juni 1923 im britischen Mandatsgebiet Palästina; † 13. Februar 1971 in London) war ein britischer Filmregisseur, Filmproduzent, Drehbuchautor und Filmeditor.

## Leben
Der im britischen Mandatsgebiet Palästina geborene Sohn englischer Eltern hatte ab 1940 die Royal Academy of Dramatic Art besucht und anschließend als Kleindarsteller an Repertoirebühnen Theater gespielt. 1942 wechselte er als Schnittassistent zum Dokumentarfilm. Über seinen Schwager, den Filmregisseur Robert Hamer, kam Holt 1944 als Assistent (bei Champagne Charlie) zum Spielfilm und arbeitete ab 1949 als eigenständiger Editor an diversen Topkomödien der Produktionsfirma Ealing (z. B. Einmal Millionär sein und Titfield-Expreß). 1954 wurde Holt von der Ealing zum Produzenten berufen und zeichnete in dieser Eigenschaft auch für Alexander Mackendricks legendäre schwarze Komödie Ladykillers verantwortlich.
Mit dem Kriminalfilm Gejagt debütierte Seth Holt 1958 als Regisseur. Holts Regie-Output war aufgrund starker Alkoholabhängigkeit sehr begrenzt. Das Gros seiner Filme – Thriller, Kriegs-, Agenten- und Horrorfilme – zeugt von hoher Professionalität und beträchtlichem Unterhaltungswert, auch wenn Holt nie künstlerische Ambitionen an den Tag legte. Vor allem der Gruselthriller Ein Toter spielt Klavier fand Anerkennung. Daraufhin durfte er einige Folgen der TV-Krimiserie Geheimauftrag für John Drake inszenieren und drehte Kinoproduktionen mit nationalen wie internationalen Stars, darunter Carroll Baker, Peter van Eyck, Hansjörg Felmy und die Hollywood-Legende Bette Davis.
Seth Holt starb völlig überraschend im Februar 1971 inmitten der Dreharbeiten zu dem Hammer-Horrorfilm Das Grab der blutigen Mumie. Die Produktion musste von Michael Carreras beendet werden.

## Filmografie
als Regisseur
- 1958: Gejagt (Nowhere to Go) (auch Drehbuchmitarbeit)
- 1959: Jessy (Kurzfilm, nur Drehbuch)
- 1960: Ein Toter spielt Klavier
- 1960/61: Geheimauftrag für John Drake (vier Folgen der TV-Serie)
- 1963: Endstation 13 Sahara (Station Six-Sahara)
- 1964: Espionage (eine Folge der TV-Serie)
- 1965: War es wirklich Mord? (The Nanny)
- 1966: Court Martial (zwei Folgen der TV-Serie)
- 1967: Diabolique (unvollendet)
- 1967: Monsieur Lecoq (unvollendet)
- 1967: Ratten im Secret Service (Danger Route)
- 1971: Das Grab der blutigen Mumie (nur Co-Regie)

als Produzent bzw. Produktionsleiter
- 1954: Meine bessere Hälfte (Touch and Go)
- 1955: Ladykillers
- 1956: Versuchsmaschine CB 5 (The Man in the Sky)

als Filmeditor
- 1949: Der Meisterdieb von Paris (The Spider and the Fly)
- 1950: Dance Hall
- 1950: Einmal Millionär sein
- 1951: His Excellency
- 1952: Mandy
- 1952: Titfield-Expreß (The Titfield Thunderbolt)
- 1953: Liebes Lotterie (The Love Lottery)
- 1959: Mr. Miller ist kein Killer (The Battle of the Sexes)
- 1960: Samstagnacht bis Sonntagmorgen (Saturday Night and Sunday Morning)